# Port-Cros nationalpark
Port-Cros nationalpark (franska: Parc national de Port-Cros) är en fransk nationalpark på ön Port-Cros i Medelhavet, öster om Toulon. Det inrättades 1963 efter att ön Port-Cros testamenterades till staten.